# Velile Tshabalala
Pour les articles homonymes, voir Tshabalala.
Velile Tshabalala est une actrice anglaise connue pour son rôle de Kareesha Lopez dans Kerching! et de Rosita dans l'épisode spécial de Doctor Who, Cyber Noël.

## Enfance
Née à Whitechapel, à Londres, elle est originaire du Zimbabwe. Son père est ingénieur en mécanique et sa mère est visiteur de santé. Elle a une sœur et deux frères.
Elle a été formée à la Sylvia Young Theatre School où elle a suivi des cours le week-end dès l'âge de quatorze ans.

## Carrière
Tshabalala fait ses débuts professionnels à l'âge de dix-huit dans la sitcom de CBBC Kerching! .

## Filmographie
- 2003: Kerching! : Kareesha Lopez.

- 2004: Streets : Une prostituée.

- 2006: Tittybangbang

- 2008: 
  - Chuckle Vision : Une bibliothécaire
  - Katy Brand's Big Ass Show
  - Doctor Who, épisode spécial 2008, Cyber Noël : Rosita

- 2009: The Legend of Dick and Dom: Cheryl

- 2011: Misfits: Laura

- 2012: The Secret of Crickley Hall: Une professeur